# Hermann Kötzschke
Ernst Hermann Kötzschke (* 5. April 1862 in Düben; † 1. Januar 1943 Berlin-Charlottenburg) war ein deutscher evangelischer Theologe und Journalist.

## Leben
Hermann Kötzschke war ein Sohn des Huf- und Waffenschmiedes Ernst Wilhelm Kötzschke und von Henriette Wilhelmine geborene Behrends. Er war intelligent, sodass seine Eltern ihn nach dem Besuch der Stadtschule nach Schulpforte schickten, wo er das Abitur ablegte. Danach begann Kötzschke ein Studium in Marburg sowie Halle (Saale) und sodann auf dem Predigerseminar in Wittenberg, wo er zum Dr. der Philosophie promoviert wurde. Danach übernahm Kötzschke die Pfarrstelle in Niederglaucha, nahe bei Düben, von wo aus er später nach Sangerhausen wechselte. Er entwickelte sich zu einem sehr sozialkritischen Menschen und geriet mit den evangelischen Kirchenbehörden in Konflikt, weshalb er 1896 aus dem Kirchendienst ausschied. Direkte Ursache dafür waren hauptsächlich die Kämpfe gegen die „Jungen“ um Friedrich Naumann in der Christlich-Sozialen Partei.
Danach versuchte Kötzschke, sich als freier politischer Journalist und Autor eine Existenz aufzubauen, und war in Minden, Düsseldorf und dann als Redakteur einer Zeitschrift in Bernburg tätig. Nach Berlin übergesiedelt schrieb er dort für die Zeitschrift „Die Zeit“ und später für deren Ableger „Az Est“ in Budapest.
Kötzschke war ein religiöser Sozialist und wurde Mitglied der Sozialdemokratischen Partei Deutschlands, die er dennoch auch in der Presse attackierte, weil er sie als zu zahm betrachtete. Während des Ersten Weltkrieges war er in Berlin Mitglied der „Zentralstelle Völkerrecht“.
Bedingt durch die allgemeine schwierige wirtschaftliche Lage am Ende des Krieges übernahm Kötzschke ab 1919 wieder eine Pfarrstelle; in Prosen (bei Elsterwerda). In dieser Zeit veröffentlichte er weiterhin Schriften zu sozialpolitischen sowie Wohnungsfragen, aber auch in regionalen Veröffentlichungen der Dübener Heide Beiträge zur Geschichte seiner Heimatstadt Düben. 1926 erklärte er öffentlich, dass er auch als Pfarrer für die Fürstenenteignung stimmen könne.
Nach seiner Pensionierung, 1932, begab sich Kötzschke auf Reisen durch Europa, Asien sowie Afrika.
Kötzschke war mit Marie geborene Petzold (1857–1953) verheiratet, mit der er die Kinder Erwin (1912–?), Gertrud (1915–1981) und Hildegard (1917–?) hatte.

## Veröffentlichungen
- Dogmatisches u. undogmatisches Christentum, Halle a.d.S. 1891.
- Der Christliche Standpunkt in der Frauenfrage, Leipzig 1892.
- Die Gefahren des Neomalthusianismus, Berlin 1895.
- Der sozialwissenschaftliche Kursus in Halle a.d. Saale vom 16. bis 20. April 1895 (Broschüre mit 16 Seiten, 1895).
- Mein Prozess mit dem Freiherrn von Stumm auf Grund der Prozessakten, Erfurt 1896.
- Die Landwirtschaft u. die Zölle, Berlin 1902.
- Reisebriefe aus Ungarn (1905).
- Die Berliner Waldverwüstung u. andere verwandte Fragen, Berlin 1910.
- Meilensteine: Moderne Sonntagsandachten, Berlin 1913.
- Unser Reichskanzler – Bethmann-Hollweg, Sein Leben und Wirken, Berlin 1916.
- Offener Brief an Freiherrn von Stumm, Berlin 1917
- Die Gefahren des Geburtenrückgangs, Berlin 1917.